# Ядерна енергетика за країною
Атомні електростанції працюють у 32 країнах і виробляють близько десятої частини світової електроенергії. 
Більшість з них розташовані у Європі, Північній Америці, Східній Азії та Південній Азії.
Сполучені Штати є найбільшим виробником ядерної енергії, а Франція має найбільшу частку електроенергії, виробленої ядерною енергетикою, близько 70%. Китай має найшвидше розвиваючу ядерну енергетичну програму з 33 новими реакторами, що будуються, за нею йде Індія, яка має 12 реакторів на стадії будівництва.
Деякі країни в минулому експлуатували ядерні реактори, але не мають діючих атомних станцій. 
Серед них, Казахстан відмовився від ядерної енергії в 1999 році, але планує відновити її використання до 2035.
Німеччина використовувала атомні електростанції від 1960-х років до повного завершення своєї політики відмови у 2023.
Австрія (Цвентендорф) та Філіпіни (Батаан) ніколи не починали використовувати свої перші атомні станції, які були повністю побудовані.
Швеція та Бельгія, які раніше провадили політику поступової відмови зараз переглянули та скасували свої попередні плани. Філіппіни відновили свою ядерну програму 28 лютого 2022 року і незабаром можуть запустити законсервовану Батаанську станцію. Італія яка закрила усі свої атомні станції до 1990 року, і ядерна енергетика з тих пір була припинена через референдум 1987 року, тепер планує відновити її й до 2050 року отримувати близько 11% електроенергії з ядерних джерел.
Через фінансові, політичні та технічні причини, Азербайджан, Куба, Лівія та Польща так і не завершили будівництво своїх перших атомних станцій, а Австралія, Грузія, Гана, Ірландія, Кувейт, Оман, Перу та Сінгапур ніколи не будували своїх перших атомних станцій. Деякі з цих країн все ще планують запровадити ядерну енергетику. Станом на 2020 рік Польща перебуває на етапі просунутого планування 1,5 ГВт і планує мати до 9 ГВт до 2040 року. 
Гонконг не має атомних електростанцій у своїх межах, але імпортує 80% електроенергії, виробленої з АЕС Даявань розташованої поряд із кордоном, у якій енергетична компанія території має частку. У 2021 році, Ірак оголосив про плани побудувати 8 ядерних реакторів до 2030 року, щоб постачати до 25% електроенергії в мережу, яка страждає від дефіциту.
У 2024 році Сербія оголосила про намір створити ядерну програму, а Норвегія розпочала дослідження можливостей впровадження ядерної енергетики, результати якого очікуються в 2026 році. Також про плани започаткування ядерної енергетики заговорили в Австралії. У 2025 році Хорватія розпочала дослідження потенційних майданчиків розміщення ядерних електростанцій.

## Огляд
| Діючі реактори, будівництво нових реакторів Експлуатація реакторів, планування нового будівництва Немає реакторів, будують нові реактори Немає реакторів, планується нове будівництво | Діючі реактори, стабільно Діючі реактори, розглядається поступова відмова Цивільна атомна енергетика є незаконною Немає реакторів |

Країни на основі ядерного виробництва як відсотку від національного виробництва електроенергії.

Хронологія введених і виведених з експлуатації ядерних потужностей з 1950-х років. Додатні числа показують введену в експлуатацію потужність за кожен рік; від’ємні числа показують виведену з експлуатації потужність для кожного року.

Глобальний статус ядерного розгортання станом на січень 2022 року (джерело: див. опис файлу)

Із 32 країн, у яких працюють АЕС, лише Франція, Словаччина, Україна та Бельгія використовувати їх як джерело для більшої частини постачання електроенергії в країні станом на 2021 рік. Інші країни мають значні обсяги потужностей для виробництва атомної енергії. Найбільшими виробниками ядерної електроенергії є Сполучені Штати із потужностями у 771638 GWh ядерної електроенергії в 2021 році, на другому місці Китай з показником 383205 GWh. Станом на серпень 2022 року 438 реакторів чистою потужністю 393333 MWe діють, а 56 реакторів корисною потужністю в 57848 MWe будуються. Зі споруджуваних реакторів 17 реакторів з потужністю 17,365 MWe розташовані в Китаї та 8 реакторів з потужністю 6028 MWe розташовані в Індії.
| Країна          | Реактори | Реактори | Потужність Чистий підсумок (MWe) | Генерована електроенергія (GWh) | Частка загального використання електрики | Зауваження                |
| Країна          | Діючі    | У/Б      | Потужність Чистий підсумок (MWe) | Генерована електроенергія (GWh) | Частка загального використання електрики | Зауваження                |
| --------------- | -------- | -------- | -------------------------------- | ------------------------------- | ---------------------------------------- | ------------------------- |
| Аргентина       | 3        | 1        | 1641                             | 10170                           | 7,2%                                     |                           |
| Вірменія        | 1        | 0        | 448                              | 1850                            | 25,3%                                    |                           |
| Бангладеш       | 0        | 2        | Н/Д                              | Н/Д                             | Н/Д                                      |                           |
| Білорусь        | 1        | 1        | 1110                             | 5422                            | 14,1%                                    |                           |
| Бельгія         | 7        | 0        | 5942                             | 47962                           | 50,8%                                    | Відмову призупинено       |
| Бразилія        | 2        | 1        | 1884                             | 13858                           | 2,4%                                     |                           |
| Болгарія        | 2        | 0        | 2006                             | 15799                           | 34,6%                                    |                           |
| Канада          | 19       | 0        | 13624                            | 86780                           | 14,3%                                    |                           |
| Китай           | 55       | 17       | 52170                            | 383205                          | 5,0%                                     |                           |
| Чехія           | 6        | 0        | 3934                             | 29044                           | 36,6%                                    |                           |
| Єгипет          | 0        | 4        | Н/Д                              | Н/Д                             | Н/Д                                      |                           |
| Фінляндія       | 5        | 0        | 4394                             | 22646                           | 32,8%                                    |                           |
| Франція         | 56       | 1        | 61370                            | 363394                          | 69,0%                                    |                           |
| Німеччина       | 3        | 0        | 4055                             | 65444                           | 11,9%                                    | 2023 відмова              |
| Угорщина        | 4        | 0        | 1916                             | 15121                           | 46,8%                                    |                           |
| Індія           | 22       | 8        | 6795                             | 39758                           | 3,2%                                     |                           |
| Іран            | 1        | 1        | 915                              | 3236                            | 1,0%                                     |                           |
| Японія          | 33       | 2        | 31679                            | 61304                           | 7,2%                                     | Багато реакторів зупинені |
| Мексика         | 2        | 0        | 1552                             | 11606                           | 5,3%                                     |                           |
| Нідерланди      | 1        | 0        | 482                              | 3614                            | 3,1%                                     |                           |
| Пакистан        | 6        | 0        | 3256                             | 15832                           | 10,6%                                    |                           |
| Румунія         | 2        | 0        | 1300                             | 10401                           | 18,5%                                    |                           |
| Росія           | 37       | 4        | 27727                            | 208443                          | 20,0%                                    |                           |
| Словаччина      | 4        | 2        | 1868                             | 14646                           | 52,3%                                    |                           |
| Словенія        | 1        | 0        | 688                              | 5419                            | 36,9%                                    |                           |
| Південна Африка | 2        | 0        | 1854                             | 12199                           | 6,0%                                     |                           |
| Південна Корея  | 25       | 3        | 24431                            | 150456                          | 28,0%                                    |                           |
| Іспанія         | 7        | 0        | 7121                             | 54218                           | 20,8%                                    | Відмова скасована         |
| Швеція          | 6        | 0        | 6882                             | 51426                           | 30,8%                                    |                           |
| Швейцарія       | 4        | 0        | 2960                             | 18593                           | 28,8%                                    | Відмова скасована         |
| Тайвань         | 3        | 0        | 2859                             | 26818                           | 10,8%                                    |                           |
| Туреччина       | 0        | 4        | Н/Д                              | Н/Д                             | Н/Д                                      |                           |
| Україна         | 15       | 2        | 13107                            | 81126                           | 55,0%                                    |                           |
| ОАЕ             | 2        | 2        | 2762                             | 10126                           | 1,3%                                     |                           |
| Велика Британія | 9        | 2        | 5883                             | 41789                           | 14,8%                                    |                           |
| Сполучені Штати | 92       | 2        | 94718                            | 771638                          | 19,6%                                    |                           |
| Світ загалом    | 438      | 56       | 393333                           | 2653344                         |                                          |                           |

## Зовнішні посилання
- World Nuclear Statistics
- 2006 statistics in Neutron Physics by Paul Reuss
- Emerging Nuclear Energy Countries
- Plans For New Reactors Worldwide